# Tianjin Eye

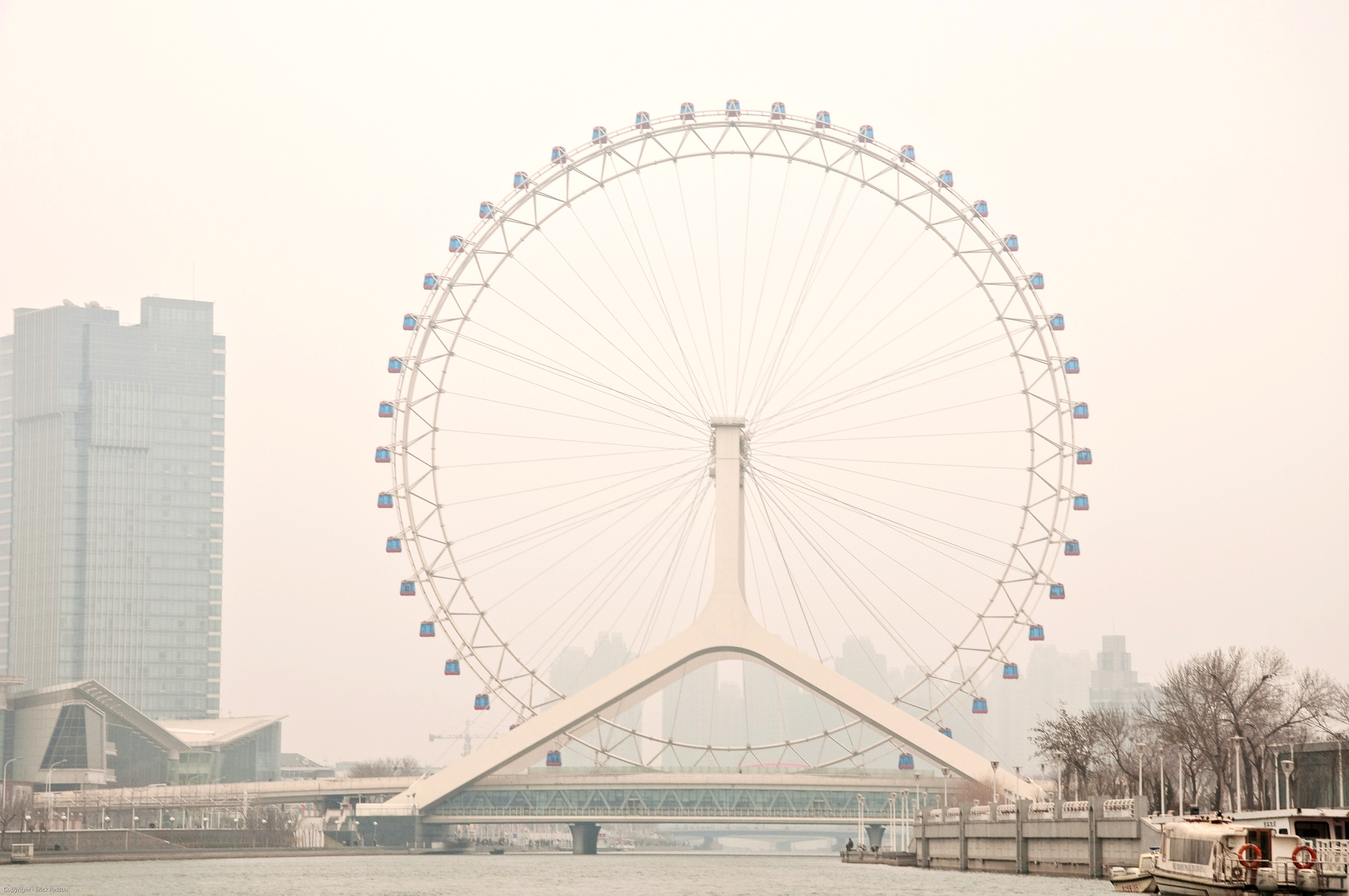
La grande roue Tianjin Eye.

Le Tianjin Eye (œil de Tianjin) est une grande roue de 120 m construite sur le pont Chihai au-dessus de la rivière Hai He, à Tianjin, en république populaire de Chine. Elle est supposée être la seule roue de ce type construite sur un pont.
La construction a commencé en 2007 et s'est terminée pour la partie principale le 18 décembre 2007,,.
À la fin de sa construction, seules les roues de Millennium Wheel (135 m), Étoile de Nanchang (160 m) et Singapore Flyer (165 m) étaient plus hautes.
La roue électrique possède 48 nacelles d'une capacité de 8 personnes chacune. Elle met 30 min pour effectuer un tour complet, ce qui donne une capacité de 768 passagers par heure.